# 全国一斉生クイズバトル Q-フェス!
『全国一斉生クイズバトル Q-フェス!』（ぜんこくいっせいなまクイズバトル Qフェス）は、2020年5月29日から10月17日まで放送されていたBS日テレのクイズ番組。月1回の放送。9月18日までは第3金曜日に放送されていたが、10月は第3土曜日（10月17日）に放送された。

## 概要
視聴者がスマートフォンを用いて参加できるクイズ番組。
4月17日に第1回が放送予定であったが、コロナウイルスの影響により延期となった。
諸般の事情により、10月17日の放送を以って番組を終了することが11月6日に発表された。

## 出演者
司会
- やついいちろう

## ゲスト
| 放送日   | ゲスト                             |
| 5月29日  | KAREN(CYBERJAPAN DANCERS) 徳久倫康 |
| 6月19日  | 岩永徹也 井戸田潤                  |
| 7月17日  | 鳥居みゆき 小岩井ことり            |
| 8月21日  | 春風亭昇吉 松嶋桃                  |
| 9月18日  | 竹俣紅 三浦奈保子 天明麻衣子       |
| 10月17日 | 小島よしお 才木玲佳                |
| -------- | ---------------------------------- |